# 최후의 금빛아이
최후의 금빛아이는 알깨와 새몽이 2021년 5월 23일부터 2024년 12월 1일까지 네이버 웹툰에 연재했었던 웹툰이다.

## 줄거리
언니의 생일날, 이 세계를 지배하는 신에 의해 모든 것을 잃은 소녀 록시.
자신이 신들의 먹이에 불과하다는 충격적인 진실을 알게 된다.
록시는 심장만 있으면 언니를 되살릴 수 있다는 말을 믿고 험난한 여행을 떠난다.
그러나 곧 그녀를 뒤쫓는 자들과 감당할 수 없는 적들이 나타나는데...
록시는 앞을 막아서는 그들을 물리치고 과연 언니를 되살릴 수 있을까?